# Alchemilla aberdarensis
Alchemilla aberdarensis é uma espécie de rosácea do gênero Alchemilla, pertencente à família Rosaceae.